# Шаховская, Зинаида Алексеевна
Княжна Зинаида Алексеевна Шаховская (франц. Zinaïda Schakovskoy, Zinaïda Chakhovskaia) (в замужестве Малевская-Малевич; 30 августа (12 сентября) 1906, Москва — 11 июня 2001, Сент-Женевьев-де-Буа, Франция) — русская и французская писательница, переводчица, поэтесса, военный корреспондент, мемуаристка, редактор из княжеского рода Шаховских. Печаталась также под псевдонимами Жак Круазе (франц. Jacques Croisé) и Зинаида Сарана (франц. Zinaïda Sarana). Сестра архиепископа Иоанна (Шаховского).

## Биография
Родилась 12 сентября (30 августа) 1906 года в Москве в семье венёвского помещика князя А. Н. Шаховского (внук генерала И. Л. Шаховского) и его жены Анны Леонидовны, урожд. Книнен (правнучка Карло Росси). Среди предков отца — граф А. И. Мусин-Пушкин, открывший «Слово о полку Игореве», и князь Б. А. Четвертинский, любимец Александра I.
В 1920 году вместе с матерью и сестрами выехала из Новороссийска в Константинополь. Училась в американском колледже в Константинополе, в католическом монастыре в Брюсселе (1923), в Протестантской школе социального обеспечения в Париже.
В Париже короткое время представляла литературный журнал «Благонамеренный», основанный её братом Дмитрием. Выйдя замуж за художника С. С. Малевского-Малевича (ум. в 1973), надолго переселилась в Бельгию.
Во время Второй мировой войны участвовала во французском Сопротивлении. С 1941 года работала редактором Французского информационного агентства в Лондоне. В 1945—1948 годах была военным корреспондентом в Германии, Австрии, Греции, Италии. С 1949 года — в Париже. Сотрудник Международной федерации киноархивов (1951—1952), главной редакции французского радиовещания (1961—1964), русской секции французского радио и телевидения (1964—1968). Главный редактор газеты «Русская мысль» (1968—1978) (с 1979 года — «почётный редактор»).
Печаталась в русских эмигрантских журналах и периодических изданиях разных стран. Автор мемуарной книги «Отражения» (1975), в которой рассказала о своих встречах с Ходасевичем, Буниным, Цветаевой, Адамовичем, Замятиным, Ремизовым, Георгием Ивановым, Вяч. Ивановым, Дон Аминадо и многим другими. В 1979 году опубликовала биографическую книгу «В поисках Набокова», основанную в значительной степени на собственных воспоминаниях (издана в России в 1991 году).
Кавалер Ордена Почётного легиона и офицер Ордена Искусств и литературы. Скончалась в доме престарелых в Сент-Женевьев-де-Буа, под Парижем.